# Sistema D
Sistema D (em francês, Système D) é um termo abreviado que se refere a uma maneira de responder a desafios que exigem que se tenha a capacidade de pensar rápido, de se adaptar e de improvisar ao realizar um trabalho.
A letra D refere-se a qualquer um dos substantivos franceses "débrouille", débrouillardise ou démerde (gíria francesa). Os verbos se débrouiller e se démerder significam fazer, administrar, especialmente em uma situação adversa.
Em Down and Out in Paris and London, George Orwell chama o termo "débrouillard" como algo que os trabalhadores de cozinha de nível mais baixo, os plongeurs, queriam ser chamados, como pessoas que realizariam o trabalho, não importa o que acontecesse.
O termo ganhou maior popularidade nos Estados Unidos, depois de aparecer na publicação de 2006 de Anthony Bourdain. The Nasty Bits. Bourdain faz referências a encontrar o termo no livro de memórias de Nicolas Freeling, The Kitchen, sobre os anos de Freeling como cozinheiro do Grand Hotel na França.
Na literatura recente sobre a economia informal, o Sistema D tornou-se um nome abreviado para a crescente parcela da economia mundial que compõe a economia subterrânea, que a partir de 2011 tem um PIB projetado de US$ 10 trilhões.

Há uma série de termos em outras línguas descrevendo circunstâncias similares, exemplos para esses são Trick 17 em alemão, Trick 77 em alemão suíço, Trick 3 (kikka kolmonen) em finlandês, 'n boer maak' n plan em africano e hack it em inglês, Jugaad em urdu, hindi e punjabi.